# Ветерок и Уголёк

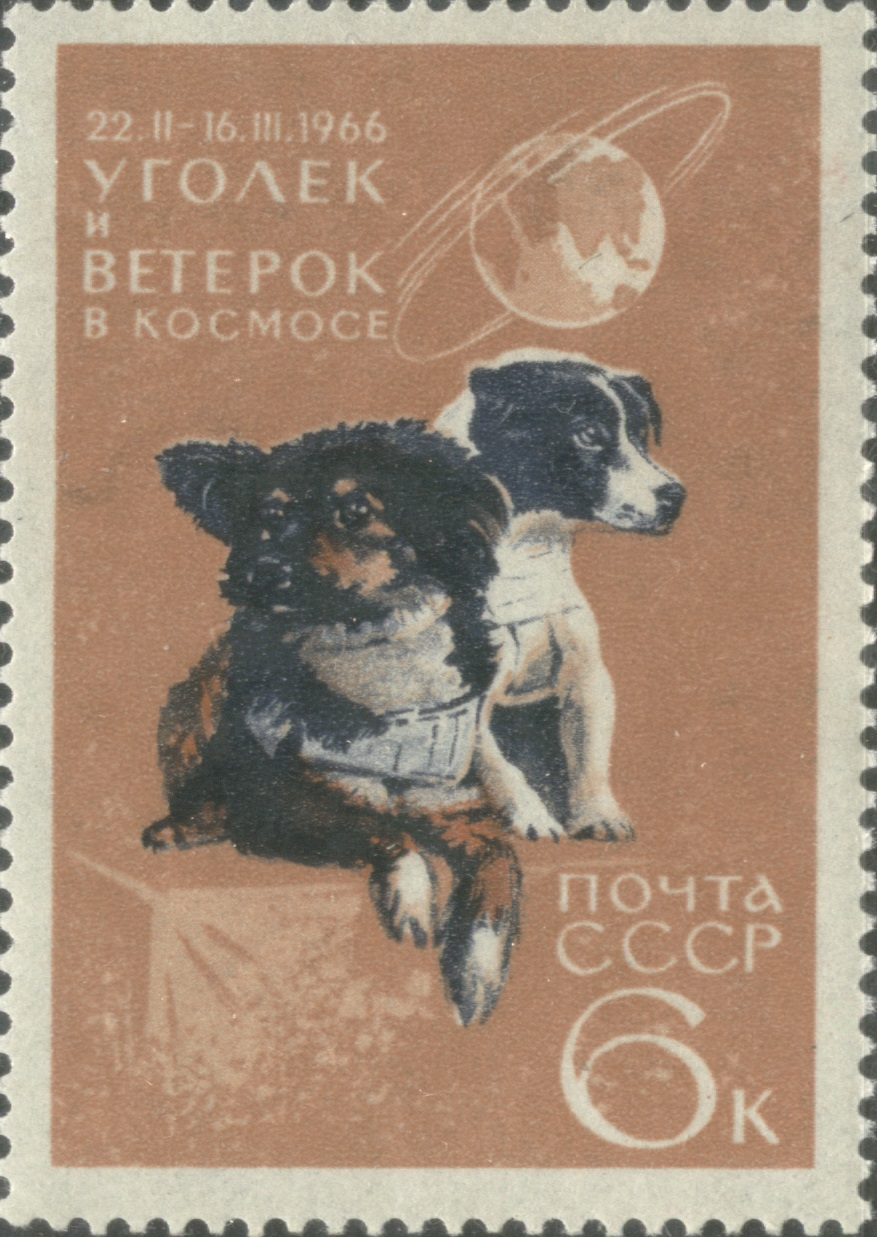
Уголёк и Ветерок на почтовой марке СССР

Ветеро́к и Уголёк — беспородные собаки (самцы), запущенные в космос с 31-й площадки космодрома Байконур (СССР) в 23:09 московского времени (20:09 UTC) 22 февраля 1966 года на биоспутнике «Космос-110». Установленный ими рекорд по продолжительности космического полёта для живых существ (22 дня) был побит только спустя пять лет, во время выполнения неудачной миссии «Союз-11», когда советские космонавты провели на борту станции «Салют» и космического корабля «Союз» почти 24 дня. До сих пор полёт Ветерка и Уголька остаётся рекордным по длительности для собак.
Кроме собак в кабине находились различные биологические объекты: хлорелла, дрожжи, образцы сывороток крови, препараты различных белков, лизогенные бактерии.

## История
Контейнеры с собаками были помещены на корабль за шесть часов до старта. До старта Уголька звали Снежок; он был переименован в Уголька, так как был тёмного окраса.
Орбита биоспутника была спроектирована таким образом, чтобы её верхняя (апогейная) часть проходила через внутренний радиационный пояс Земли. Общая поглощённая доза ионизирующего излучения, полученная находившимися на борту биообъектами, в том числе собаками, составила 12 рад, средняя мощность дозы около 500 мрад/сутки.
Спутник приземлился 16 марта в 17:09 мск, в 210 километрах к юго-востоку от Саратова с перелётом в 60 километров от расчётной точки. Через 30—40 минут после посадки на радиомаяк спускаемого аппарата вышли два самолёта (Ан-12 и Ил-14), десантировавшиеся с них семеро парашютистов доложили, что состояние корабля и собак нормальное. В семь часов вечера собаки уже были в Институте медико-биологических проблем Министерства здравоохранения СССР, в котором и подготавливались к запуску в космос. Когда с собак сняли капроновые удерживающие и ассенизационные костюмы, оказалось, что их шерсть поредела и вылезала клочьями, на многих местах только голая кожа, опрелости и пролежни. Собаки не стояли на ногах и были очень слабыми, у обеих были сильное сердцебиение и постоянная жажда. Собак тщательно промыли дезинфекционными растворами и перевязали, затем в тот же вечер, в 22:00, их продемонстрировали в прямом эфире Интервидения. Через несколько дней собакам удалили желудочные фистулы, и они стали есть самостоятельно, через месяц из сосудов извлекли катетеры. Через некоторое время они уже бегали по территории института, как обычные дворовые собаки. Впоследствии они дали здоровое потомство и прожили в виварии до конца своих дней.
Пёс Ветерок умер от старости, прожив после полёта 12 лет.
Эксперимент на биоспутнике «Космос-110» дал много информации для подготовки первого в СССР длительного (почти 18 суток) полёта человека в космос. Это был полёт А. Г. Николаева и В. И. Севастьянова на корабле «Союз-9».